# Replay (penna)
La Replay (nota al mercato statunitense come Erasermate o Eraser Mate) è una penna a sfera cancellabile, prodotta da Paper Mate in nero, blu e rosso, ma anche in altri colori come verde, arancione, rosa, viola, turchese e giallo.
Fu lanciata nel mercato statunitense nel 1979, arrivando poi in Italia due anni dopo.
La particolarità della penna è che utilizzando una comune gomma per cancellare si riesce a rimuoverne l'inchiostro da qualsiasi tipo di carta, inchiostro che diviene poi indelebile trascorse 24 ore. Per poter essere cancellabile, l'inchiostro al suo interno è pressurizzato, caratteristica che permette la scrittura con ogni angolazione e aumenta la durata della penna stessa.